# Rivina humilis
Espèce
Synonymes
- Piercea acuminata Raf.
- Piercea glabra Mill.
- Piercea obliquata Raf.
- Piercea tomentosa Mill.
- Rivina acuminata Raf.
- Rivina aurantiaca Warsc. ex Schenk
- Rivina brasiliensis Nocca
- Rivina canescens G. Don ex Steud.
- Rivina gracilis Salisb.
- Rivina humilis var. canescens (G. Don ex Steud.) Moq.
- Rivina humilis var. canescens Bello
- Rivina humilis var. glabra L.
- Rivina humilis var. laevis (L.) Millsp.
- Rivina humilis var. orientalis (Moq.) H. Walter
- Rivina humilis var. plumbaginifolia Willd. ex Moq.
- Rivina humilis var. puberula (Kunth) Moq.
- Rivina laevis L.
- Rivina laevis var. acuminata Moq. in DC.
- Rivina laevis var. pubescens Griseb.
- Rivina lanceolata Willd.
- Rivina obliquata Raf.
- Rivina orientalis Moq.
- Rivina pallida Salisb.
- Rivina paraguayensis D. Parodi
- Rivina portulaccoides Nutt.
- Rivina procumbens Ruiz ex Moq.
- Rivina puberula Kunth
- Rivina purpurascens Schrad.
- Rivina tetrandra Desf.
- Rivina tinctoria Ham. ex G. Don
- Rivina viridiflora Bel
- Rivina viridis Schmidt in Meyer
- Solanoides laevis Moench
- Solanoides pubescens Moench
- Solanoides undulata Moench
- Tithonia humilis fo. albiflora Kuntze
- Tithonia humilis Kuntze
- Tithonia humilis var. glabra Kuntze[2]

Rivina humilis est une espèce de plante à fleurs de la famille des Petiveriaceae (anciennement Phytolaccaceae). On le trouve du sud des États-Unis, et des Caraïbes, à l'Amérique centrale et à l'Amérique du Sud tropicale. Les noms communs incluent Baies de corail, Groseille, Ti Groseille à la Réunion,, pigeonberry, rougeplant, baby peppers, bloodberry, et coralito. Le nom botanique signifie en latin "nain" ou "humble", en référence à la petite taille de la plante.

## Description

### Aspect général
La baie de corail est une liane herbacée, atteignant une hauteur de 0,4 à 2 mètres.

### Feuilles
Les feuilles de cette plante vivace à feuilles persistantes mesurent 15 cm de large et 9 cm de long, avec un pétiole de 1 à 11 centimètres de longueur.

### Fleurs
Les fleurs sont sur les racèmes de 4 à 15 cm de long avec un pédoncule de 1 à 5 cm de longueur et des pédicelles de 2 à 8 millimètres de long. Les sépales sont de 1,5-3,5 millimètres de longueur et blanc ou vert à rose ou violacé.

### Fruits
Le fruit est une baie rouge brillante et brillante de 2,5-5 millimètres de diamètre.

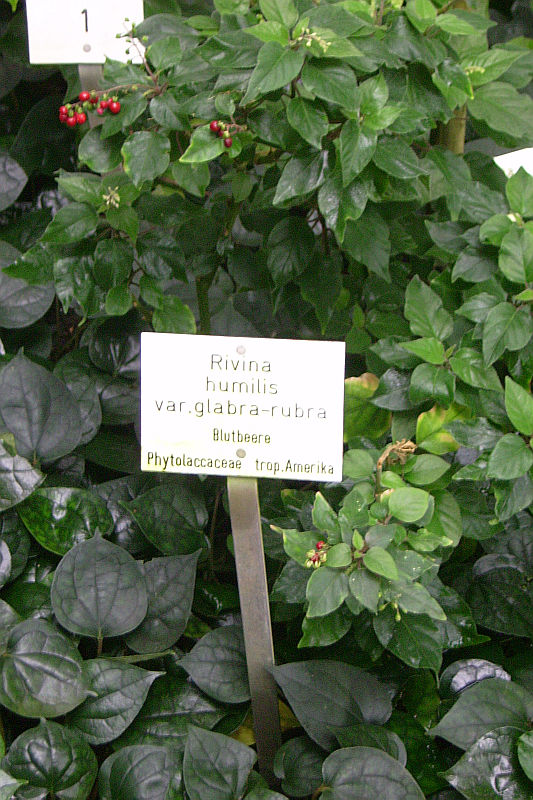
Rivina humilis cultivé.
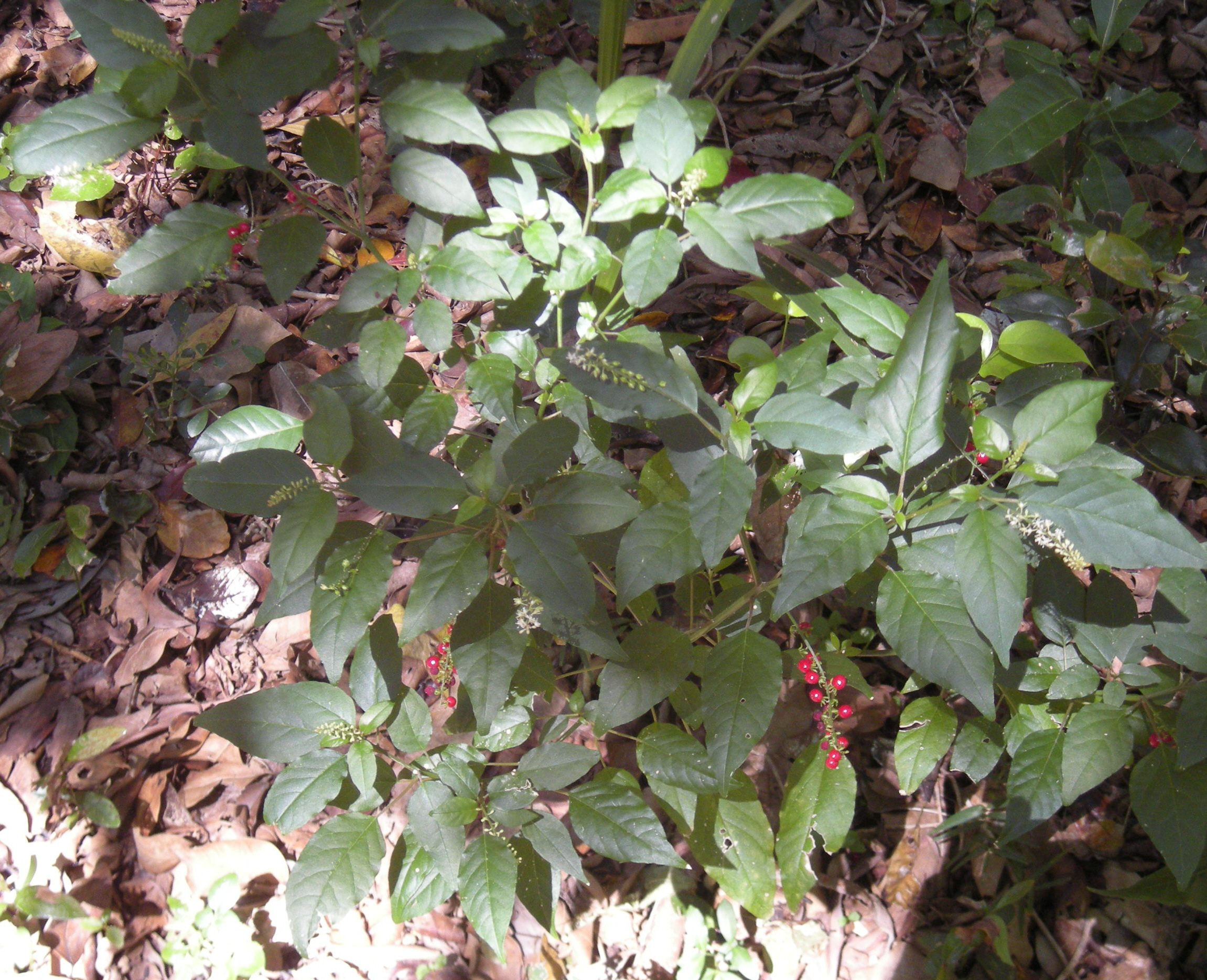
Rivina humilis en fleurs et fruits.
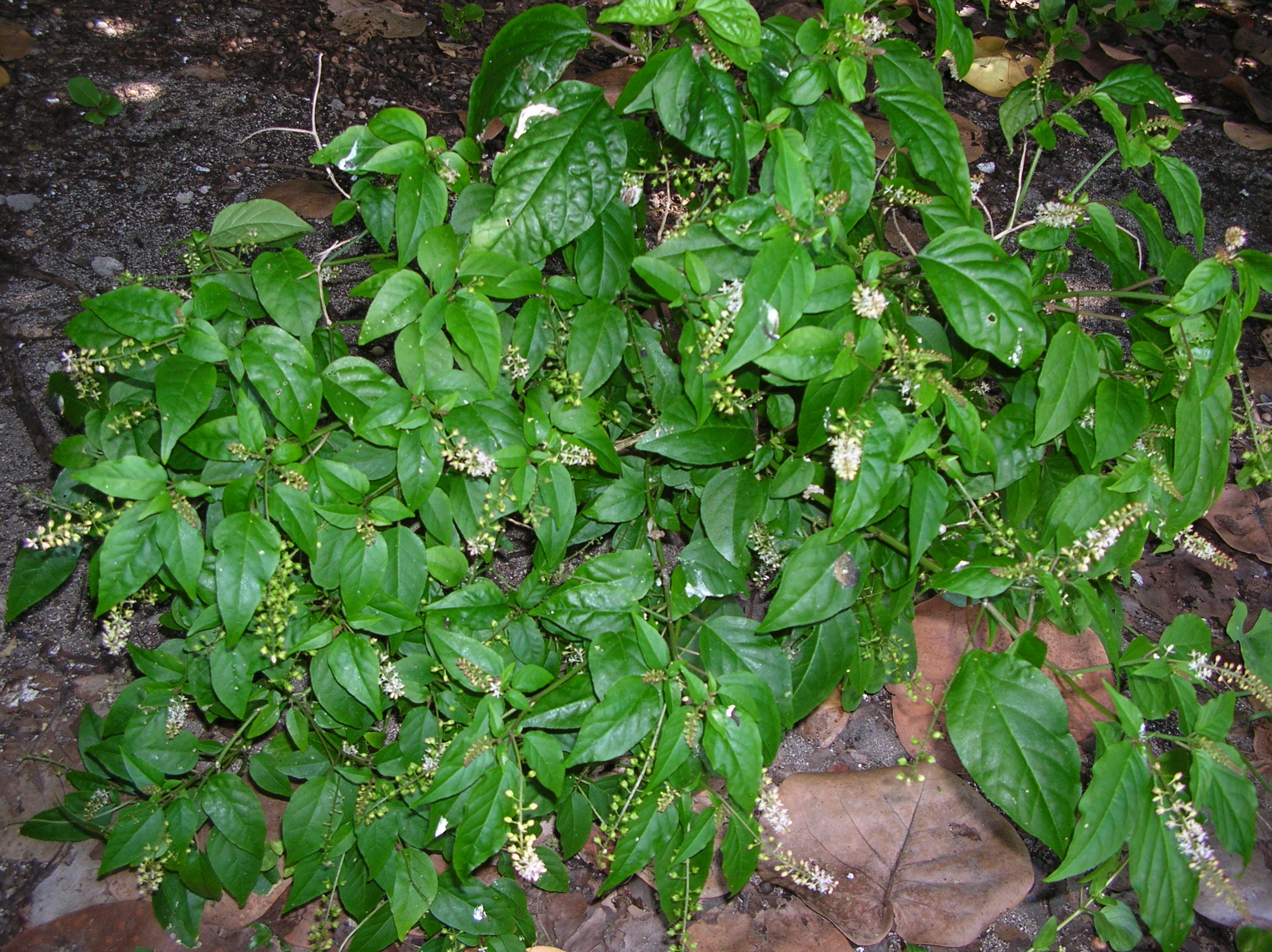
Rivina humilis en fleurs.
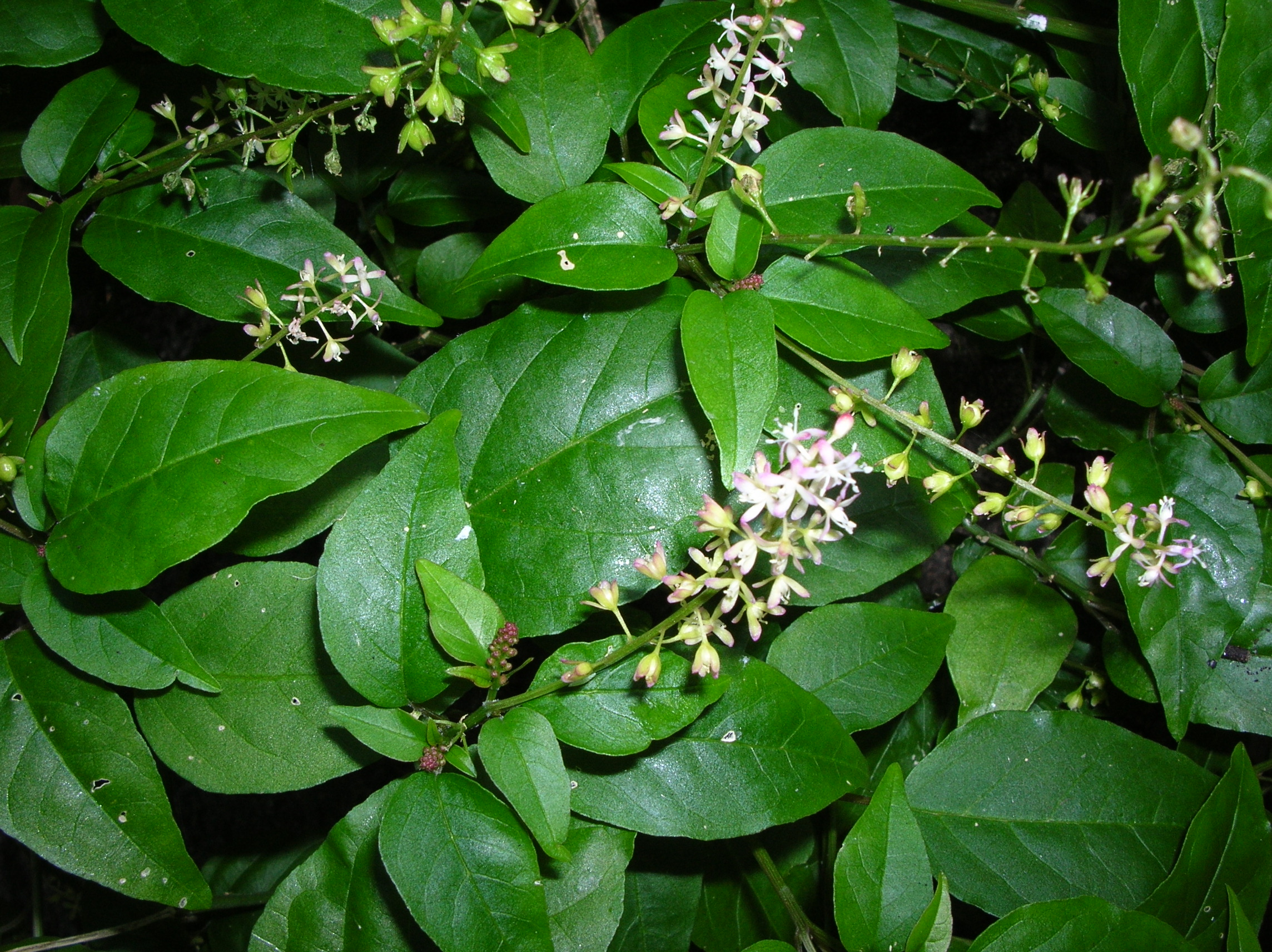
Fleurs de Rivina humilis.
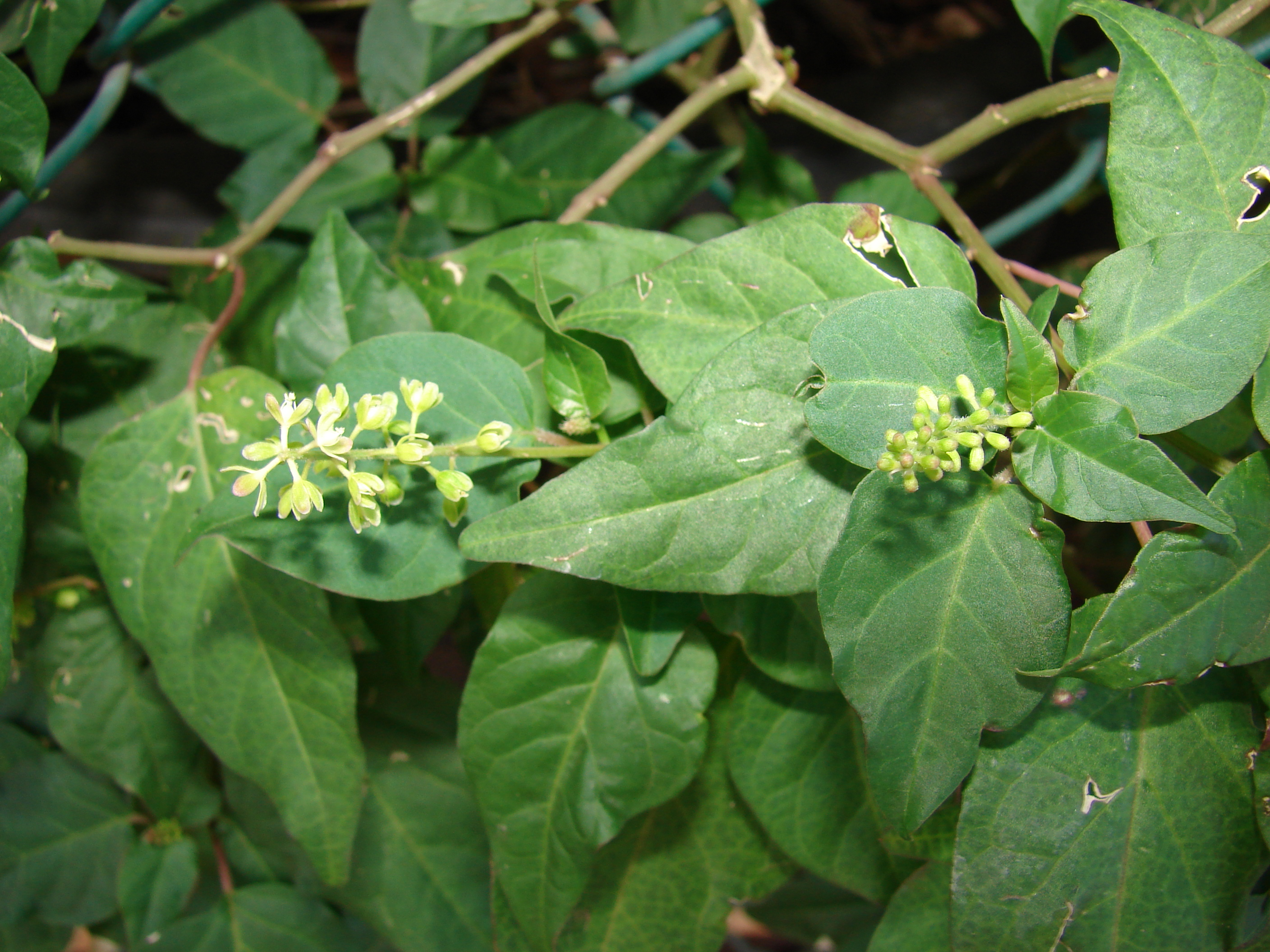
Fleurs de Rivina humilis.
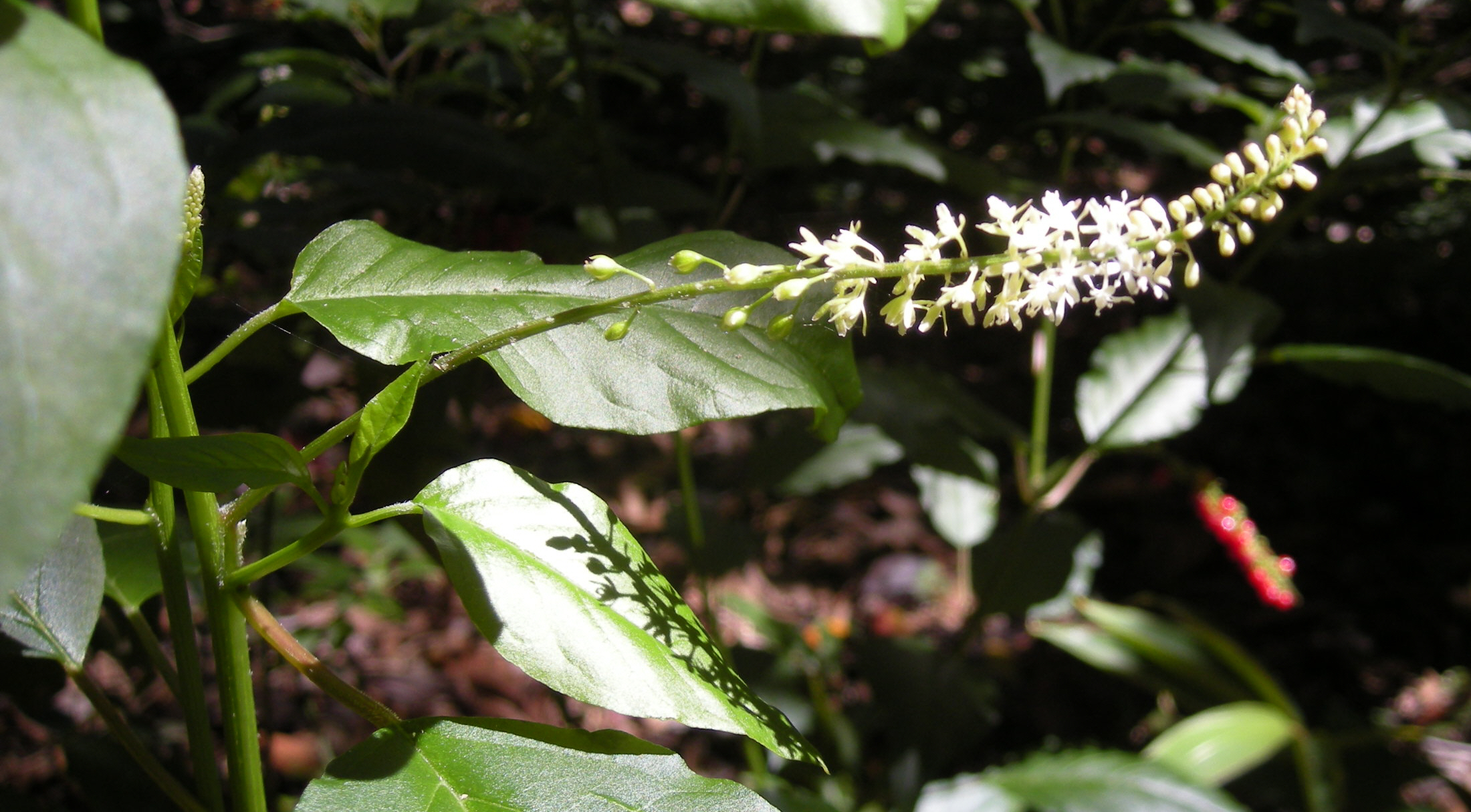
Inflorescence de Rivina humilis.
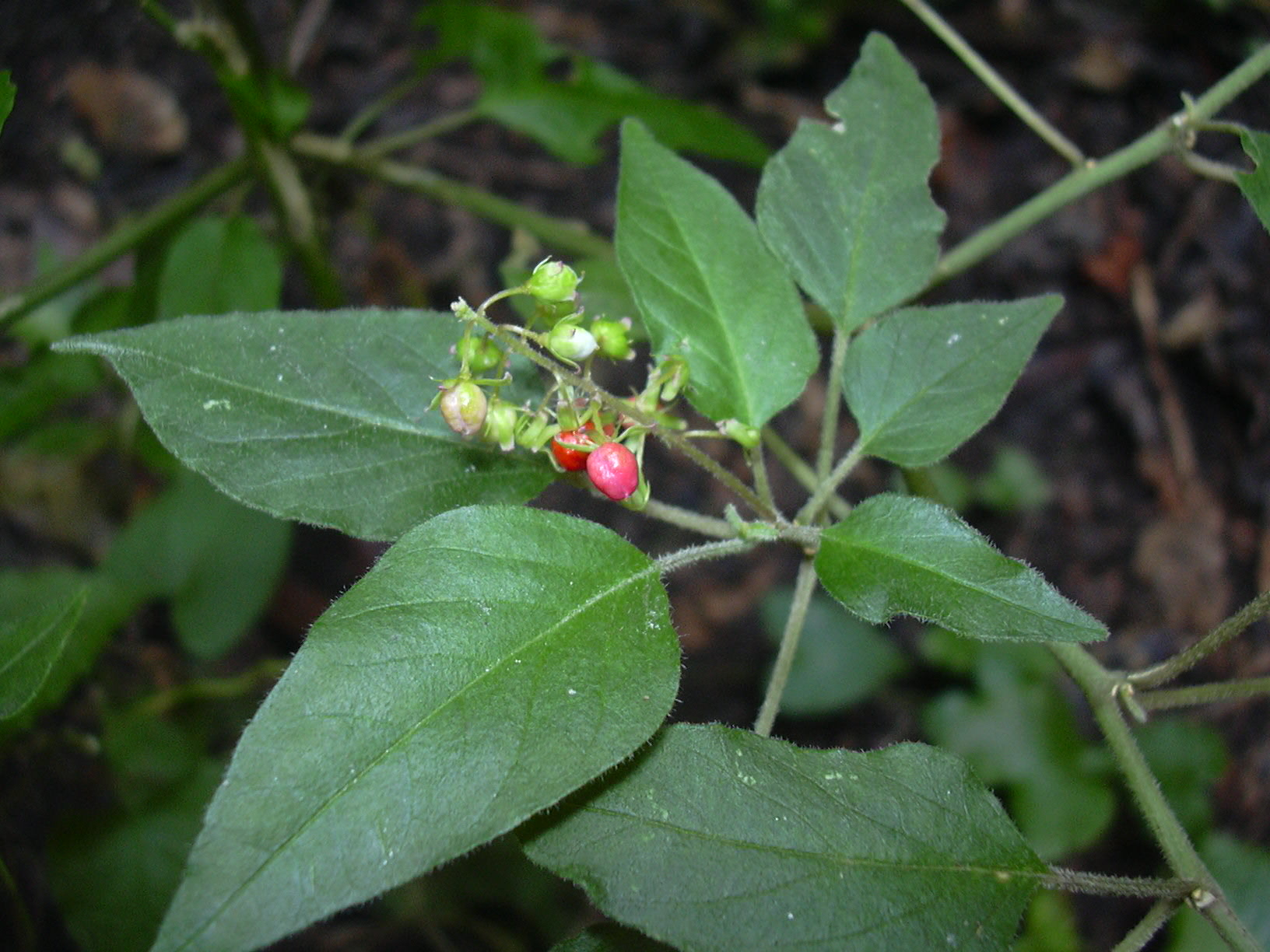
Jeunes fruits de Rivina humilis.
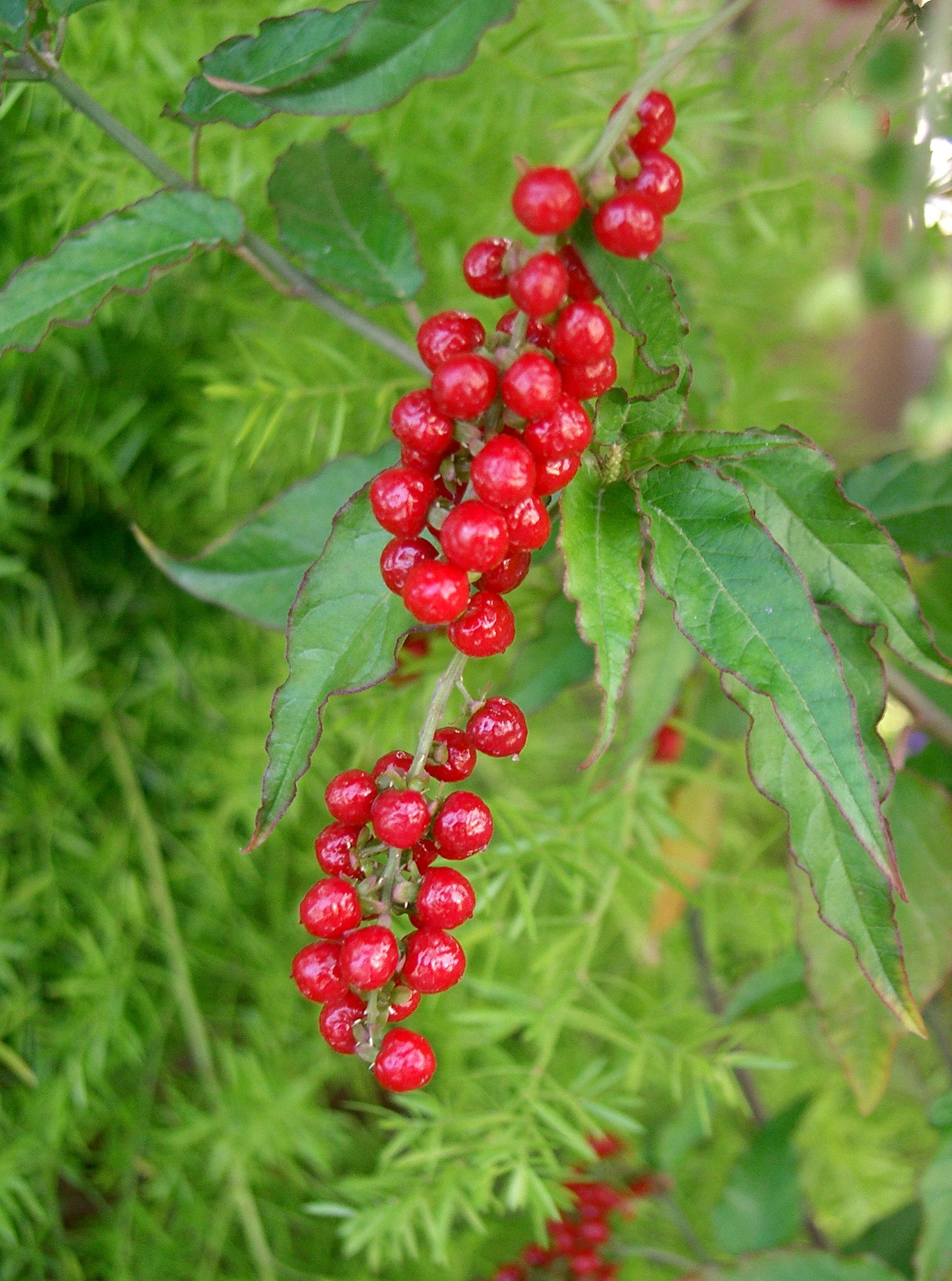
Infrutescence de Rivina humilis.
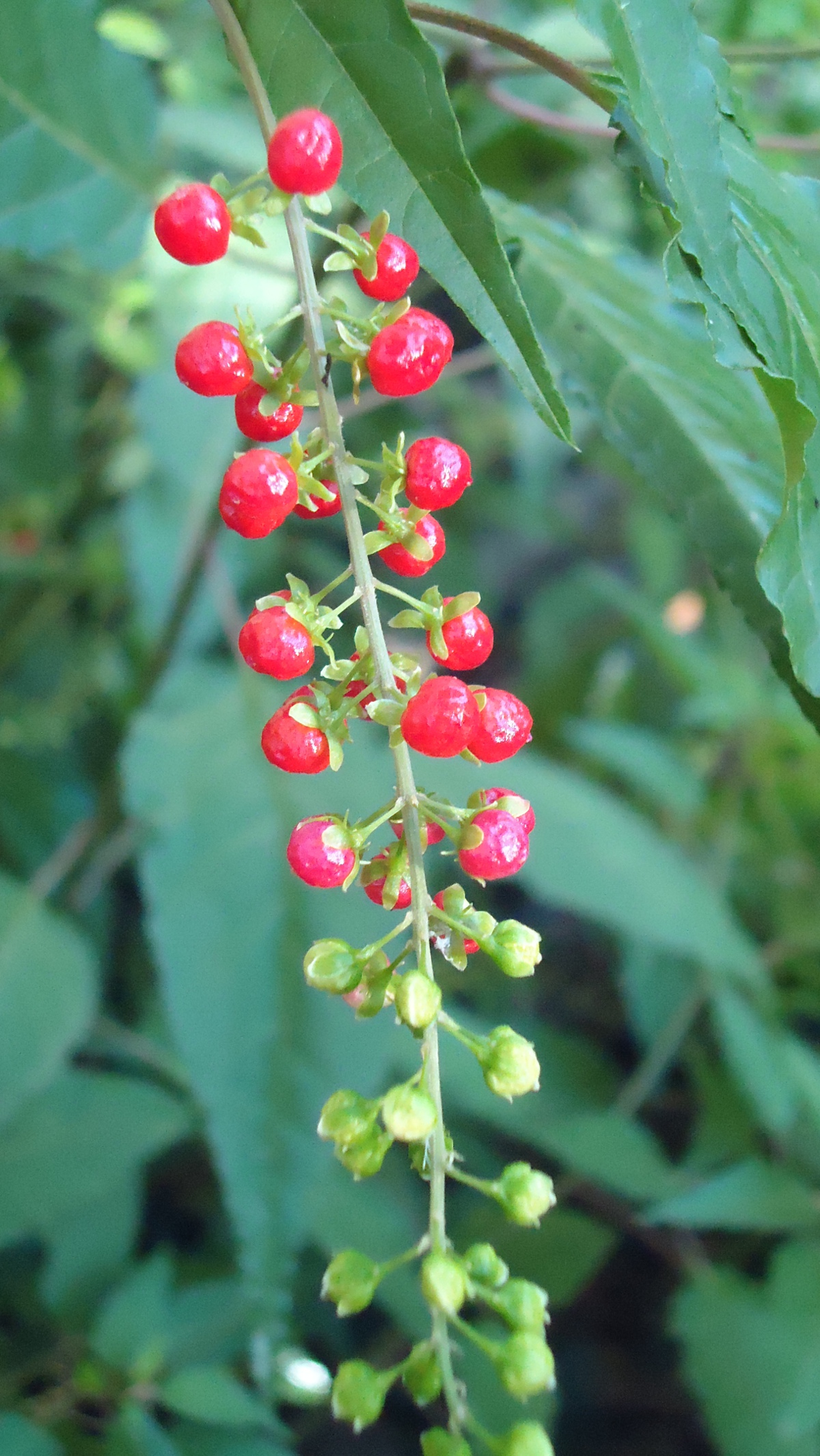
Infrutescence de Rivina humilis.

## Habitat
Rivinia humilis peut être trouvé en forêt, dans les fourrés, sur les amas coquillers, les bords de routes et les zones perturbées à des altitudes allant du niveau de la mer à 1 700 m. Il nécessite moins de soleil partiel et tolère l'ombre totale. Il tolère également les embruns salés et les sols salins.

## Usages
Rivina humilis est cultivé comme plante ornementale dans les régions chaudes du monde entier et est apprécié comme plante couvre-sol tolérant à l'ombre. Il est également cultivé comme plante d'intérieur et en serre.
Le jus fabriqué à partir des baies a été utilisé la fois comme colorant et comme encre. Les baies contiennent un pigment connu sous le nom de rivianine ou rivinianine qui porte le nom IUPAC 5-O-β- D- Glucopyranoside, 3-sulfate, numéro CAS 58115-21-2 et formule chimique C24H26N2O16S. Il est très similaire à la bétanine, le pigment présent dans les betteraves. Le fruit contient également la bétaxanthine humilixanthine.
Le jus des baies a été testé sur des rats mâles et serait sans danger.

## Écologie
Rivina humilis est une plante hôte des chenilles du papillon Cyanophrys goodsoni.
Rivina humilis est considérée comme envahissante en Nouvelle-Calédonie, où elle a probablement été introduite en 1900, mais aussi à la Réunion, en Ouganda, en Chine, dans les îles Cocos, Chagos, Bonin, Hawaï, Fidji, Norfolk, Tonga, Tuvalu, Galapagos en Polynésie, en Australie, aux Philippines, à Singapour.